# Xenusia
Xenusia – gromada z typu Lobopodia obejmująca formy przypominające rodzaj Xenusion. Miały stosunkowo duże, segmentowane, cylindryczne ciało. Odnóża miały guzki u podstawy. Niektóre miały z przodu duże wyrostki. Otwór gębowy na końcu lub niemal na końcu, żyły w morzu.